# Colias alexandra
Colias alexandra är en fjärilsart som beskrevs av Edwards 1863. Colias alexandra ingår i släktet Colias och familjen vitfjärilar. Inga underarter finns listade i Catalogue of Life.

## Bildgalleri

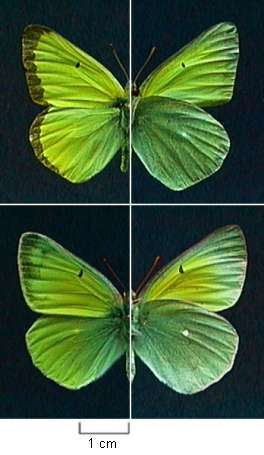